# Einari Jaakkola

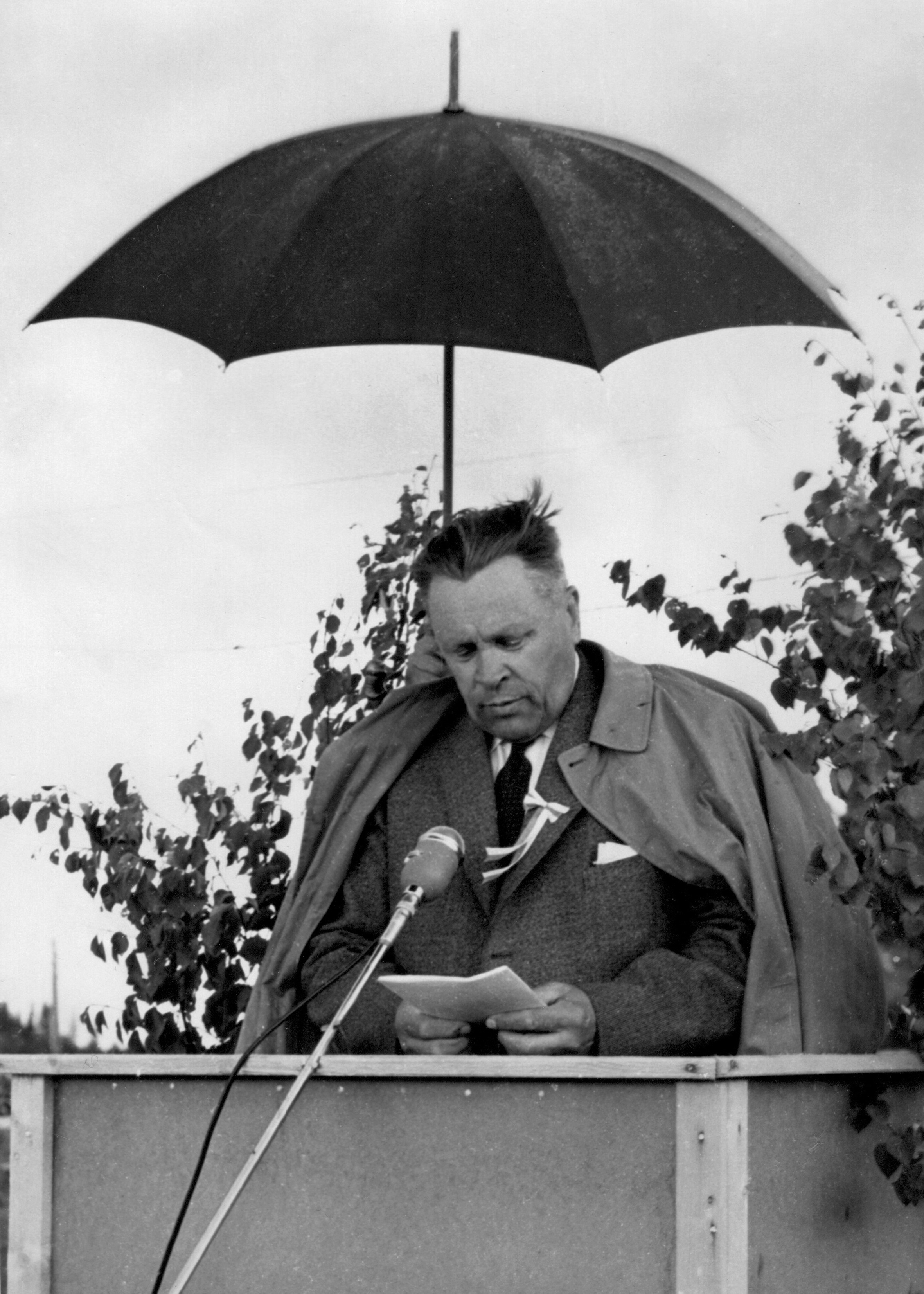
Einari Jaakkola år 1959.

Juho Einari Jaakkola (urspr. Johan Einar Juurus), född 29 september 1900 i Raumo, död 19 juni 1992 i Euraåminne, var en finländsk jordbrukare och politiker (Centerpartiet). 
Jaakkola, som var son till jordbrukare Juho Jaakkola (fd. Juurus) och Riikka (Fredrika) Jaakkola, studerade vid folkhögskola och lantbruksskola. Han var verksam som jordbrukare i Pungalaitio från 1925 och i Euraåminne från 1937. Han var medlem från 1945 och ordförande 1945–1951 i kommunalfullmäktige i Euraåminne, styrelsemedlem i Jordbruksproducenternas förbund i Satakunta, i Satakunta andelskassa, Satakunta landskapsförbund och ordförande i Satakunta ungdomsförening 1939–1945. Han var medlem i förvaltningsrådet för Oy Outokumpu och Oy Vehnä, av Agrarförbundets i Satakunta distriktsstyrelse, av Agrarförbundets partidelegation. Han var medlem av Finlands riksdag 1954–1966 och lantbruksminister i V.J. Sukselainens regering 1959–1961.

## Utmärkelser
- Kommendörstecknet av Finlands Lejons orden[1]
- Frihetsmedaljens 2. klass[1]

[Redigera Wikidata]